# Edson Carioca
Edson Carioca, pseudonimo di Edson Guilherme Mendes dos Santos (Rio de Janeiro, 4 giugno 1997), è un calciatore brasiliano, attaccante del Mirassol in prestito dal Goiás.

## Carriera
Cresciuto nei settori giovanili di Tigres do Brasil e Internacional, ha iniziato la sua carriera nel 2019 con la maglia del Tombense, con cui ha debuttato il 20 gennaio nell'incontro del Campionato Mineiro pareggiato 1-1 contro il Tupi. Una settimana più tardi ha segnato il suo primo gol nella trasferta pareggiata 1-1 contro l'URT.
Dopo aver disputato il Campionato Paulista con il Rio Claro, nel 2020 è passato prima al Portuguesa, con cui ha partecipato al Campeonato Paulista Série A2 e successivamente al Treze dove ha giocato nel Campionato Paraibano ed in Série C.
Nel 2021 ha firmato con l'Azuriz ed al termine del Campionato Paranaense è stato prestato al Coritiba dove ha debuttato in Série B. Nella seconda metà del 2022 è passato in prestito al Guarani mentre nel 2023 ha trascorso l'intera stagione con Botafogo-SP in seconda divisione.
Nel 2024 è stato prestato alla Juventude, con cui ha debuttato in Série A il 6 settembre nell'incontro pareggiato 0-0 contro il Cuiabá. Ha segnato il suo primo gol nel Brasileirão il 6 ottobre nella trasferta pareggiata 1-1 contro il Vasco da Gama.
Nel gennaio del 2025 è stato acquistato a titolo definitivo dal Goiás, dove ha disputato il Campionato Goiano prima di passare in prestito al Mirassol, neopromosso in Série A.

## Statistiche

### Presenze e reti nei club
Statistiche aggiornate al 19 aprile 2025.
| Stagione        | Squadra         | Campionato      | Campionato | Campionato | Coppe nazionali | Coppe nazionali | Coppe nazionali | Coppe continentali | Coppe continentali | Coppe continentali | Altre coppe | Altre coppe | Altre coppe | Totale | Totale | Totale |
| Stagione        | Squadra         | Comp            | Pres       | Reti       | Comp            | Pres            | Reti            | Comp               | Pres               | Reti               | Comp        | Pres        | Reti        | Pres   | Reti   |        |
| --------------- | --------------- | --------------- | ---------- | ---------- | --------------- | --------------- | --------------- | ------------------ | ------------------ | ------------------ | ----------- | ----------- | ----------- | ------ | ------ | ------ |
| 2019            | Tombense        | M1/MG+C         | 9+9        | 1+1        | CB              | 1               | 1               | -                  | -                  | -                  | -           | -           | -           | 19     | 3      |        |
| 2019            | Rio Claro       | -               | -          | -          | -               | -               | -               | -                  | -                  | -                  | CP          | 3           | 0           | 3      | 0      |        |
| 2020            | Portuguesa      | A2/SP           | 8          | 0          | -               | -               | -               | -                  | -                  | -                  | -           | -           | -           | 8      | 0      |        |
| 2020            | Treze           | PD/PB+C         | 5+8        | 0          | -               | -               | -               | -                  | -                  | -                  | -           | -           | -           | 13     | 0      |        |
| 2021            | Azuriz          | A1/PR           | 11         | 1          | -               | -               | -               | -                  | -                  | -                  | -           | -           | -           | 11     | 1      |        |
| 2021            | Coritiba        | B               | 1          | 0          | CB              | 0               | 0               | -                  | -                  | -                  | -           | -           | -           | 1      | 0      |        |
| 2022            | Coritiba        | A1/PR           | 2          | 0          | CB              | 0               | 0               | -                  | -                  | -                  | -           | -           | -           | 2      | 0      |        |
| Totale Coritiba | Totale Coritiba | Totale Coritiba | 3          | 0          |                 | 0               | 0               |                    | -                  | -                  |             | -           | -           | 3      | 0      |        |
| 2022            | Azuriz          | D               | 12         | 3          | CB              | 2               | 0               | -                  | -                  | -                  | -           | -           | -           | 14     | 3      |        |
| Totale Azuriz   | Totale Azuriz   | Totale Azuriz   | 23         | 4          |                 | 2               | 0               |                    | -                  | -                  |             | -           | -           | 25     | 4      |        |
| 2022            | Guarani         | B               | 12         | 2          | CB              | 0               | 0               | -                  | -                  | -                  | -           | -           | -           | 12     | 2      |        |
| 2023            | Botafogo-SP     | A1/SP+B         | 12+29      | 2+1        | CB              | 3               | 0               | -                  | -                  | -                  | -           | -           | -           | 44     | 3      |        |
| 2024            | Juventude       | PD/RS+A         | 12+16      | 0+3        | CB              | 5               | 0               | -                  | -                  | -                  | -           | -           | -           | 33     | 3      |        |
| 2025            | Goiás           | PD/GO           | 9          | 0          | CB              | 0               | 0               | -                  | -                  | -                  | CV          | 4           | 2           | 13     | 2      |        |
| 2025            | Mirassol        | A               | 4          | 0          | CB              | 0               | 0               | -                  | -                  | -                  | -           | -           | -           | 4      | 0      |        |
| Totale carriera | Totale carriera | Totale carriera | 159        | 14         |                 | 11              | 1               |                    | -                  | -                  |             | 7           | 2           | 177    | 17     |        |

## Palmarès

### Club

#### Competizioni statali
- Campionato Paraibano: 1

Treze: 2020
- Campionato Paranaense: 1

Coritiba: 2022